# Salim Bachi
Salim Bachi (* 1971 in Algier) ist ein algerisch-französischer Schriftsteller, der mit mehreren erfolgreichen Romanen hervortrat und im Pariser Exil lebt.

## Leben
In der algerischen Hauptstadt geboren, wuchs Bachi in der ostalgerischen Stadt Annaba auf. Sein Französisch und Literatur-Studium verfolgte er in beiden Städten und an der Pariser Sorbonne. Seit 1997 lebt er im Exil in Paris.
Bachi veröffentlichte zunächst Kurzgeschichten, die in Zeitungen wie Le Monde diplomatique gedruckt wurden. Bereits für seinen Debüt-Roman Le Chien d’Ulysse 2001 (deutsch: Der Hund des Odysseus 2003) wurde Bachi dreifach ausgezeichnet. Er bekam den Prix Goncourt du premier roman, die „Bourse Prince Pierre de Monaco de la découverte“ und den Prix littéraire de la Vocation der Fondation Marcel Bleustein-Blanchet.
Handlungsort dieses Erstlings ist eine fiktive algerische Stadt namens „Kirtha“. James Joyce’ Ulysses-Strukturprinzip wird von diesem Roman aufgegriffen. Die Handlung spielt sich an einem einzigen Tag ab, dem vierten Jahrestag der Ermordung des algerischen Präsidenten Boudiaf im Jahr 1992. Die ziellosen nächtlichen Streifzüge eines Literaturstudenten durch die Stadt, seine Träume und Überlegungen sowie die Lebensgeschichten seiner Freunde und Bekannten werden beschrieben. Darin spiegelt sich die Orientierungslosigkeit einer Generation, deren Selbstgefühl in Gewalt und Elend unterzugehen droht. Ohne von vornherein für eine der Konfliktseiten Partei zu ergreifen, zeigt dieser multiperspektivische Roman ein geradezu ironisches Gesellschaftsbild. Offenbar traf dieser Ansatz einen Nerv. In Algerien darf das Buch nicht verkauft werden, obwohl es nicht offiziell verboten ist.
Das Leben in der kolonialen Vorzeit Algeriens beschreibt Bachi in seinem zweiten Roman, La Kahéna 2003 (dt.: Villa Kahéna, 2006). Im Angelpunkt des Plots steht das in der fiktiven Stadt Kirtha errichtete Haus eines maltesischen, kolonialen Siedlers. Das Haus und zugleich der Roman, sie tragen den Namen der legendären Berber-Königin, die sich im 7. Jahrhundert an der Spitze ihres Volkes, der Beni Dscher, der Invasion des Maghreb durch die Araber entgegenstellte. Der Protagonist kommt nach einer abenteuerlichen Reise in den brasilianischen Urwald zwar zu Reichtum und Renommee in der französischen Kolonie, gerät aber gegen Ende seines Lebens zwischen die Fronten der Kolonialmacht und der nach Unabhängigkeit strebenden algerischen Bevölkerung. Wie häufig in Bachis Werken wird hier Geschichte zur Folie und Orientierungsmöglichkeit der Zukunftsvorstellungen.
Bachis Roman Tuez-les tous aus 2006 beleuchtet am Beispiel eines der Attentäter vom 11. September die sozialen und politischen Hintergründe des islamistischen Fundamentalismus. Letztlich schildert er ihn als mörderischen Ausweg aus dem Dilemma der gegenwärtigen arabischen Welt, die die Zivilisation des „Westens“ gleichzeitig für Wohlstand und Technik bewundert und für ihre Sitten verachtet.
Der Autor wurde mit dem Prix Tropiques ausgezeichnet. Er war Stipendiat der Villa Medici in Rom. 2018 wurde sein Roman Dieu, Allah, moi et les autres mit dem Prix Renaudot du livre de poche ausgezeichnet.
Per 2009 lebte Bachi in Paris.

## Werke
- Le chien d'Ulysse Roman, Paris 2001
  - Der Hund des Odysseus (übersetzt von Michael von Killisch-Horn) Lenos Verlag, Basel 2003. 249 S. ISBN 3-85787-335-3 (Reihe: Arabische Literatur im Lenos Verlag)
- Tuez-les tous Roman, Éditions Gallimard, Paris 2005
- Autoportrait avec Grenade Edition du Rocher, Monaco 2005
- La Kahéna Roman, Éditions Gallimard, Paris 2003
  - Villa Kahéna (übersetzt von Regula Renschler) Lenos Verlag, Basel 2006. 300S. ISBN 3-85787-359-0
- Les Douze Contes de minuit, Éditions Gallimard, Paris 2007
- Le silence de Mahomet Roman, Éditions Gallimard, Paris 2008
- Amours et aventures de Sindbad le Marin, Roman, Éditions Gallimard, Paris 2010
- Moi, Khaled Kelkal, Roman, Éditions Grasset & Fasquelle, Paris 2012
- Le dernier été d’un jeune homme, Roman, Flammarion, Paris 2013
- Le Consul, Roman, Éditions Gallimard, Paris 2014